# The Blue Bird (film fra 1918)
The Blue Bird er en amerikansk stumfilm fra 1918 af Maurice Tourneur.

## Medvirkende
- Tula Belle som Mytyl
- Robin Macdougall som Tyltyl
- Edwin E. Reed
- Emma Lowry
- William J. Gross som Gaffner Tyl